# Хордад
Хордад ( خرداد, вим. [xoɾdɒːd]) — третій місяць іранського календаря, складається з 31 дня. У григоріанському календарі відповідає 22 травня — 21 червня.

## Етимологія
Більшість місяців в іранському календарі носять імена зороастрійських язатів. Назва Хордад походить від Хаурватата, одного з семи божеств Амеша Спента і авестійською мовою означає цілісність.

## Офіційні дати
- 14 хордад (4 червня) — річниця смерті імама Хомейні (перс. رحلت امام خمینی)
- 15 хордад (5 червня) — Повстання проти шаха Мохаммеда Реза Пехлеві 1963 року (перс. قیام 15 خرداد)

## Знаменні події і вшанування
- 1 хордад (22 травня) — Свято тепла
- 1 хордад (22 травня) — Вшанування Мулли Садри[ru], мусульманського філософа і теолога
- 6 хордад (27 травня) — Свято імені Хордад.
- 29 хордад (19 червня) — Кончина Алі Шаріяті, іранського теолога і революціонера.